# 伊班膦酸
伊班膦酸（英語：Ibandronic acid）又名伊班膦酸盐（英語：ibandronate），是治疗骨質疏鬆症、癌症引起的高血鈣和乳癌骨轉移的药物。可以口服或静脉注射。
常见副作用包括胃灼熱、低钙、虚弱、头痛和发烧。其他副作用包括可能过敏、食管炎、股骨骨折和颌骨坏死。它是一种双膦酸盐，可抑制破骨細胞分解骨骼。
伊班膦酸是勃林格曼公司1986年的专利，于1996年取得医疗使用許可